# Chrysometa minza
Chrysometa minza là một loài nhện trong họ Tetragnathidae.
Loài này thuộc chi Chrysometa. Chrysometa minza được Herbert W. Levi miêu tả năm 1986.